# Van Lang

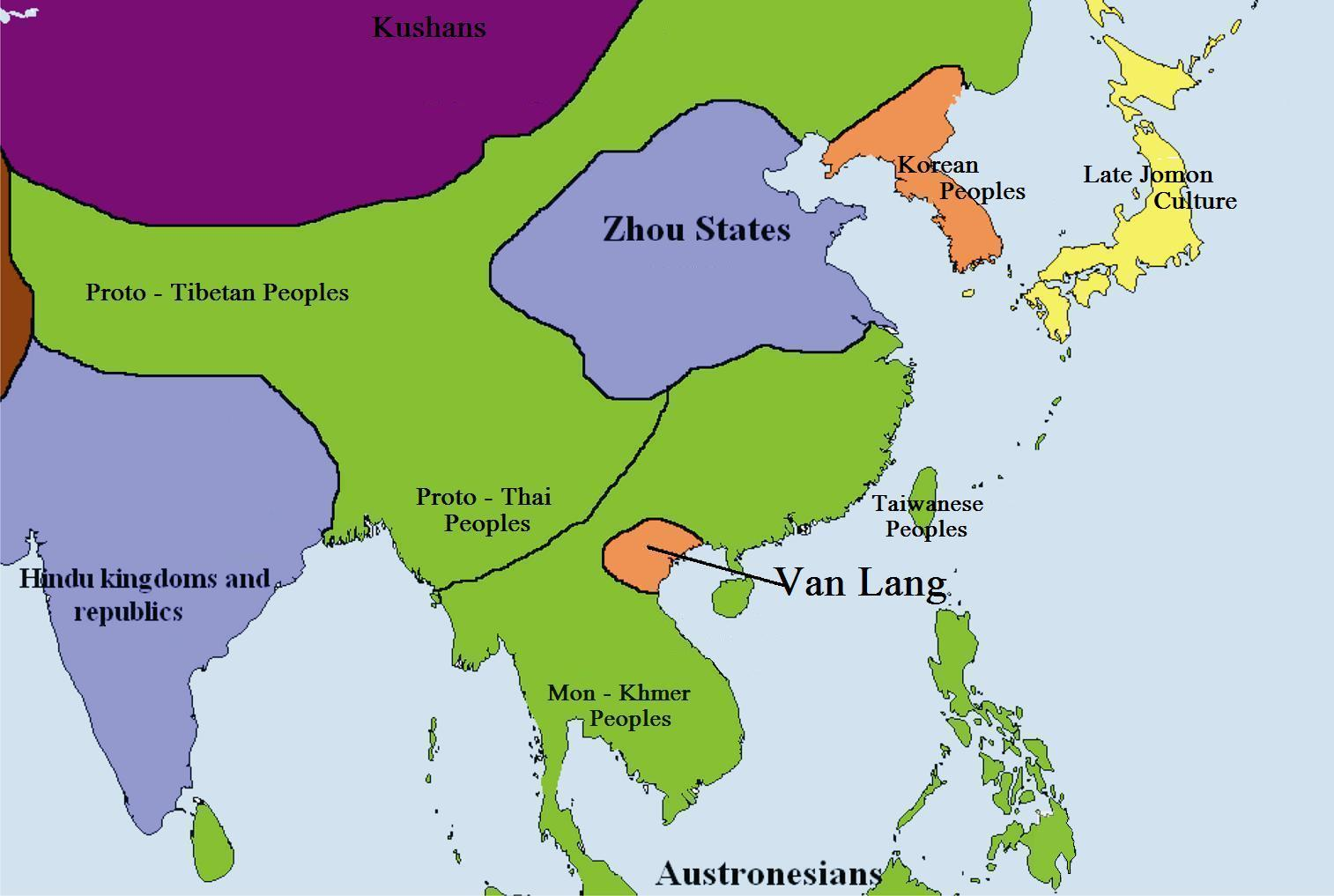
Localisation du Van Lang, en 500 av. J.-C.

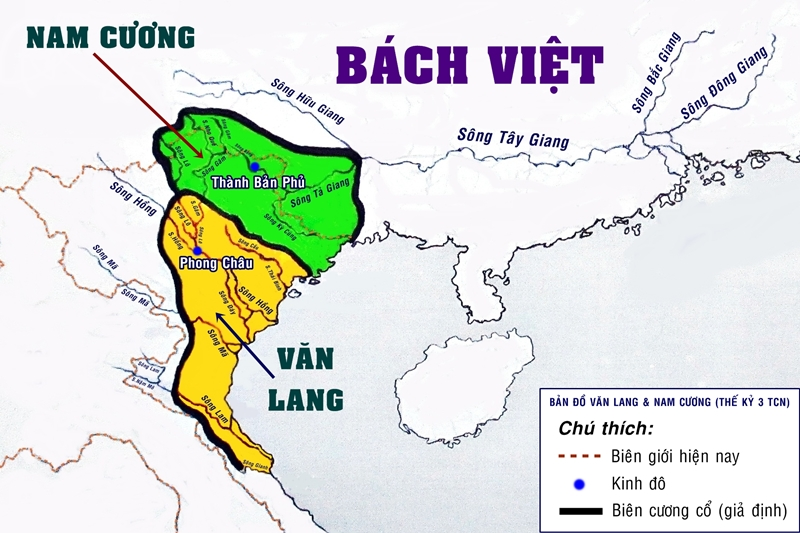
Une hypothétique représentation de Văn Lang au début du

Le Văn Lang (chinois : 文郎) est la première nation du peuple viêt (après le néolithique). Elle était principalement située sur le Delta du Fleuve Rouge. Fondée en 2877 av. J.-C. selon les historiens vietnamiens, elle disparaît en 258 av. J.-C., année au cours de laquelle elle est défaite par la dynastie An Duong Vuong. À l’époque, elle était gouvernée par la dynastie Hồng Bàng.

## Économie
Son économie était principalement basée sur la culture du riz